# Porcellionides chilensis
Porcellionides chilensis là một loài chân đều trong họ Porcellionidae. Loài này được Dana miêu tả khoa học năm 1853.